# 学校法人九州文化学園
学校法人九州文化学園（がっこうほうじんきゅうしゅうぶんかがくえん）は日本の学校法人。創設者は安部芳雄。

## 設置している大学・学校等

### 大学院
- 長崎国際大学大学院
  - 人間社会学研究科
    - 観光学専攻（修士課程）
    - 社会福祉学専攻（修士課程）
    - 地域マネジメント専攻（博士後期課程）

  - 健康管理学研究科
    - 健康栄養学専攻（修士課程）

  - 薬学研究科
    - 医療薬学専攻（博士課程）

### 大学
- 長崎国際大学
  - 人間社会学部
    - 国際観光学科
    - 社会福祉学科

  - 健康管理学部
    - 健康栄養学科

  - 薬学部
    - 薬学科

### 短期大学
- 長崎短期大学
  - 地域共生学科
    - 食物栄養コース
    - 製菓コース
    - 介護福祉コース
    - 国際コミュニケーションコース

  - 保育学科
  - 専攻科
    - 保育専攻（2年課程）

### 高等学校
- 九州文化学園高等学校
  - 普通科
    - Sアカデミーコース
    - Sグローバルコース
    - 総合進学コース
    - キャリアデザインコース

  - 食物調理科
  - 衛生看護科
  - 保育福祉科
    - 保育コース
    - 福祉コース

  - 専攻科
    - 衛生看護専攻科

### 幼稚園
- 認定こども園九州文化学園幼稚園

### 専門学校
- 九州文化学園調理師専門学校
- 九州文化学園歯科衛生士学院

### 義務教育学校
- 九州文化学園小学校
- 九州文化学園中学校

## 九州文化学園の沿革
- 1945年 九州文化学院を創立
- 1947年 財団法人九州文化学院を設置
- 1951年 学校法人九州文化学園に組織変更
- 2006年 法人本部所在地を矢岳町からハウステンボス町へ移転

## 九州文化学園の歴代学園長（理事長）
- 初代　安部芳雄（1951〜1978）
- 2代　安部芳樹（1978〜1998）
- 3代　安部直樹（1998〜現在）

## 関連法人
- 社会福祉法人
  - 和敬会
    - 三川内保育園

  - 世知原福祉会
    - 養護老人ホーム　グリーンホーム
    - 特別養護老人ホーム　パールホーム
- 社団法人
  - 是真会
    - 長崎リハビリテーション病院
- 株式会社
  - THE GLOBALS ザ・グローバルズ株式会社
  - 南風崎MGレヂデンス株式会社